# Takuya Matsumoto
Takuya Matsumoto (松本 拓也 Matsumoto Takuya?, nacido el 6 de febrero de 1989 en Shizuoka) es un futbolista japonés que se desempeña como guardameta.

## Trayectoria

### Clubes
| Club                | País  | Año         |
| ------------------- | ----- | ----------- |
| Shonan Bellmare     | Japón | 2010 - 2012 |
| Kawasaki Frontale   | Japón | 2011        |
| Giravanz Kitakyushu | Japón | 2013 - 2014 |
| Blaublitz Akita     | Japón | 2015 -      |

## Estadística de carrera

### J. League
| Club                | Año   | J. League | J. League | Copa J. League | Copa J. League | Total | Total |
| Club                | Año   | Part.     | Goles     | Part.          | Goles          | Part. | Goles |
| ------------------- | ----- | --------- | --------- | -------------- | -------------- | ----- | ----- |
| Shonan Bellmare     | 2010  | 1         | 0         | 2              | 0              | 3     | 0     |
| Kawasaki Frontale   | 2011  | 0         | 0         | 0              | 0              | 0     | 0     |
| Shonan Bellmare     | 2012  | 0         | 0         | -              | -              | 0     | 0     |
| Giravanz Kitakyushu | 2013  | 2         | 0         | -              | -              | 2     | 0     |
| Giravanz Kitakyushu | 2014  | 0         | 0         | -              | -              | 0     | 0     |
| Blaublitz Akita     | 2015  | 36        | 0         | -              | -              | 36    | 0     |
| Blaublitz Akita     | 2016  | 30        | 0         | -              | -              | 30    | 0     |
| Blaublitz Akita     | 2017  | 16        | 0         | -              | -              | 16    | 0     |
| Total               | Total | 86        | 0         | 2              | 0              | 88    | 0     |